# Чашинский (посёлок)
Чашинский — посёлок в Кетовском районе Курганской области. Входит в состав Иковского сельсовета.

## История
Посёлок возник как населённый пункт при Илецко-Иковском винокуренном заводе господ Мясниковых. До 1917 года входила в состав Салтосарайской волости Курганского уезда Тобольской губернии. После революции 1917 г. завод был национализирован и на его месте организована сельскохозяйственная коммуна. По данным на 1926 год Илецко-Иковская сельскохозяйственная коммуна состояла из 27 хозяйств. В административном отношении входила в состав Салтосарайского сельсовета Чашинского района Курганского округа Уральской области.
14 мая 2004 года посёлок практически полностью выгорел в результате лесного пожара: сгорело 365 домов, погибло 12 человек.

## Население
| 1989 | 2002 | 2010 |
| ---- | ---- | ---- |
| 895  | ↗914 | ↘143 |

По данным переписи 1926 года в коммуне проживало 114 человек (76 мужчин и 38 женщин), в том числе: русские составляли 100 % населения.